# Eliminatórias da Copa do Mundo FIFA de 2010 - Europa (segunda fase)
A segunda fase das eliminatórias europeias de apuramento para a Copa do Mundo FIFA de 2010 consistiu num play-off com os oito melhores segundos classificados dos nove grupos.
Os jogos realizaram-se nos dias 14 e 18 de Novembro de 2009, através de um sistema casa-fora, em que no fim vence o que tiver mais golos no conjunto das duas mãos. Em caso de empate, recorreu-se à regra de golos fora, caso continuasse empatado, procede-se o prolongamento e, se necessário, a grandes penalidades.
A repescagem europeia foi marcada pelo polêmico erro de arbitragem no jogo entre França e Irlanda.

## Sorteio
O sorteio que definou os confrontos realizou-se no dia 19 de Outubro, em Zurique, na Suíça. O ranking da FIFA de outubro de 2009 definiu o alocamento das equipes por potes. O primeiro contou com os quatro cabeças-de-série, e o segundo com as quatro restantes equipas.
| Pote 1                                                   | Pote 2                                                                     |
| -------------------------------------------------------- | -------------------------------------------------------------------------- |
| - França (9) - Portugal (10) - Rússia (12) - Grécia (16) | - Ucrânia (22) - Irlanda (34) - Bósnia e Herzegovina (42) - Eslovênia (49) |

## Partidas
| 14 de novembro de 2009 | Irlanda | 0 – 1     | França     | Croke Park, Dublin                       |
| 20:00 (UTC+0)          |         | Relatório | Anelka 72' | Público: 74,103 Árbitro: GER Felix Brych |

| 18 de novembro de 2009 | França      | 1 – 1 (pro) | Irlanda   | Stade de France, Saint-Denis                |
| 21:00 (UTC+1)          | Gallas 103' | Relatório   | Keane 33' | Público: 79,145 Árbitro: SWE Martin Hansson |

| 14 de novembro de 2009 | Portugal        | 1 – 0     | Bósnia e Herzegovina | Estádio da Luz, Lisboa                       |
| 20:30 (UTC+0)          | Bruno Alves 31' | Relatório |                      | Público: 60,588 Árbitro: ENG Martin Atkinson |

| 18 de novembro de 2009 | Bósnia e Herzegovina | 0 – 1     | Portugal          | Bilino Polje, Zenica                         |
| 20:45 (UTC+1)          |                      | Relatório | Raul Meireles 56' | Público: 15,000 Árbitro: ITA Roberto Rosetti |

| 14 de novembro de 2009 | Grécia | 0 – 0     | Ucrânia | Estádio Olímpico, Atenas                     |
| 20:00 (UTC+2)          |        | Relatório |         | Público: 39,045 Árbitro: FRA Laurent Duhamel |

| 18 de novembro de 2009 | Ucrânia | 0 – 1     | Grécia         | Donbass Arena, Donetsk                            |
| 20:00 (UTC+2)          |         | Relatório | Salpigidis 31' | Público: 31,643 Árbitro: POR Olegário Benquerença |

| 14 de novembro de 2009 | Rússia                 | 2 – 1     | Eslovênia  | Estádio Lujniki, Moscou                      |
| 19:00 (UTC+3)          | Bilyaletdinov 40', 52' | Relatório | Pečnik 88' | Público: 71,600 Árbitro: DEN Claus Bo Larsen |

| 18 de novembro de 2009 | Eslovênia | 1 – 0     | Rússia | Estádio Ljudski VRT, Maribor             |
| 20:45 (UTC+1)          | Dedič 44' | Relatório |        | Público: 12,510 Árbitro: NOR Terje Hauge |

## Artilharia
2 gols
- Diniyar Bilyaletdinov

1 gol
- Nicolas Anelka
- William Gallas
- Dimitrios Salpigidis
- Robbie Keane
- Bruno Alves
- Raul Meireles
- Nejc Pečnik
- Zlatko Dedič